# WWF The Music, Vol. 3
WWF The Music, Vol. 3 es un álbum recopilatorio creado por la World Wrestling Federation y Jim Johnston lanzado el día domingo 29 de noviembre de 1998.

## Lista de canciones
1. The Undertaker - "Dark Side" 3:35
2. Edge – "You Think You Know Me" 3:16
3. X-Pac – "Make Some Noise" 3:11
4. Dude Love – "Dude Love" 3:07
5. Kane – "Burned" 3:12
6. The Rock – "Do You Smell It" 3:14
7. Gangrel / The Brood – "Blood" 3:41
8. Ken Shamrock – "The Ultimate" 3:00
9. Oddities – "The Greatest Show " 3:40
10. D-Generation X - "Break It Down" 2:50
11. Sable – "Wild Cat" 3:55
12. New Age Outlaws – "Oh, You Didn't Know?" 3:01
13. Val Venis – "Hello Ladies" 3:37
14. Stone Cold Steve Austin - "I Won't Do What You Tell Me" 3:38